# Lomaspilis
Lomaspilis is een geslacht van vlinders uit de familie van de spanners (Geometridae).

## Soorten
- L. bithynica Wehrli, 1954
- L. marginata (Linnaeus, 1758) - gerande spanner
- L. opis Butler, 1878